# Oswaldella herwigi
Oswaldella herwigi is een hydroïdpoliep uit de familie Kirchenpaueriidae. De poliep komt uit het geslacht Oswaldella. Oswaldella herwigi werd in 1991 voor het eerst wetenschappelijk beschreven door El Beshbeeshy. 